# Джон Міллер (веслувальник)
Джон Міллер (англ. John Miller, 5 червня 1903 — 1 серпня 1965) — американський академічний веслувальник.
Олімпійський чемпіон 1924 року в складі вісімки.